# 蒙昧时代
蒙昧時代（阿拉伯语：‎），又稱前伊斯蘭時期，是伊斯蘭教的用語，指伊斯蘭教創立以前的阿拉伯，但更廣義地來說也指所有不信奉伊斯蘭教的社會。蒙昧時代的中文又音譯為賈希利亞、賈希利耶或賈希利葉。

## 時代背景
蒙昧時代一詞在《古蘭經》裡多有提起，例如：
難道他們要求蒙昧時代的律例嗎？在確信的民眾看來，有誰比真主更善於判決呢？（5：50）
以及（3：154），（33：33），（48：26）。 
中古伊斯蘭學者伊本·泰米葉可能是首先以蒙昧時代一詞形容當代穆斯林社會的人（換句話說，指「那些自以為從《古蘭經》獲得真主引導的人」）。到了20世紀，印度的伊斯蘭作家毛杜第的著作也賦予這個詞這種用法。庫特布的極具影響力的著作《路标》使蒙昧時代一詞大為流行，語出驚人地指出「穆斯林社會早就滅亡了好幾個世紀」。
當一個人在先知時代擁抱了伊斯蘭之後，他當下立即與蒙昧時代（脫離真主引導的無知狀態）斷絕關係。當他踏入伊斯蘭的圈子之後，他就展開了新的人生，使自己與過去世俗法律的無知完全脫離關係。他將會輕視他以往充滿不信任與恐懼的無知生活，覺得這些東西不僅不純潔而且是伊斯蘭教無法容忍的。有了這種感覺，他會朝向伊斯蘭尋求新的引導；如果慾望壓過了他，或者舊習慣吸引了他，或者如果他對伊斯蘭的誡命有所鬆懈，那麼他會感到惶惶不安，充滿了罪惡感。他會覺得有必要為所發生的事淨化自己，並且轉向《古蘭經》的引導重新塑造自己。

—庫特布 

## 當代穆斯林的觀點
形容現代穆斯林社會是蒙昧時代的說法往往與庫特布的其他激進思想有關（或庫特布主義）──也就是不斷重複的「蒙昧時代」一詞指的是一種缺乏沙里亞法規的狀態，伊斯蘭教不能沒有沙里亞法規；真正的伊斯蘭是一個完全的系統，不允許任何「蒙昧時代」的元素；西方人與猶太人正處心積慮地摧毀伊斯蘭。
非穆斯林社會也被稱為蒙昧時代。一位西方學者曾經把當代某些激進伊斯蘭圈子所說的蒙昧時代比喻成世俗馬克思主義的假性意識──普羅大眾並沒有追尋他們真正的自我意識，他們沒有起來推翻資本主義並代之以社會主義（就馬克思主義而言）；或者推翻世俗體制，代之以嚴格沙里亞法規下的真正伊斯蘭（就庫特布主義而言）。